# Trichaphodioides pavo
Trichaphodioides pavo är en skalbaggsart som beskrevs av Vladimir Balthasar 1939. Trichaphodioides pavo ingår i släktet Trichaphodioides och familjen Aphodiidae. Inga underarter finns listade i Catalogue of Life.